# آنا کلهون کلمسون
آنا کلهون کلمسون (انگلیسی: Anna Maria Calhoun Clemson; ۱۳ فوریهٔ ۱۸۱۷ – ۲۲ سپتامبر ۱۸۷۵) اهل ایالات متحده آمریکا بود. او دختر جان سی. کلهون و همسر توماس گرین کلمسون بود.